# Clare Torry
Clare Torry er en britisk sangerinde som er kendt for sin optræden med sin vokal uden ord på Pink Floyds "The Great Gig in the Sky" på albummet The Dark Side of the Moon fra 1973.
1. ↑  Navnet er anført på engelsk og stammer fra Wikidata hvor navnet endnu ikke findes på dansk.
2. ↑  Navnet er anført på engelsk og stammer fra Wikidata hvor navnet endnu ikke findes på dansk.